# نظرية الجسد المتاح لمرة واحدة
تنص نظرية الجسد المتاح لمرة واحدة المفسرة للشيخوخة على أن الكائنات الحية تتقدم في العمر نتيجة المقايضة التطورية بين النمو والتكاثر واستمرار عملية ترميم الدنا. تدعي النظرية التي صاغها توم كيركوود أن الكائن الحي يملك كمية محدودة فقط من الموارد المخصصة لعملياته الخلوية المختلفة. لذلك، ستؤدي زيادة الاستثمار في النمو والتكاثر إلى تقليل عمليات ترميم الحمض النووي، مما يؤدي إلى زيادة الضرر الخلوي وقصر القسيمات الطرفية وتراكم الطفرات وضعف الخلايا الجذعية، وهذا ما يقود بالنهاية إلى الهرم -أو الشيخوخة. ظهرت العديد من النماذج الحيوانية والبشرية الداعمة لهذه النظرية، ولكن لا تزال بعض أجزائها موضعًا للجدل. تعتبر المفاضلة التطورية بين النمو والشيخوخة من الأمور المدروسة بشكل جيد، ولكن لم تحظَ العلاقة بين التكاثر والشيخوخة بإجماع علمي، وما يزال جزء كبير من الآليات الخلوية غير مكتشف لغاية الآن.

## خلفية ونبذة تاريخية
اقترح عالم الأحياء البريطاني توماس كيركوود لأول مرة نظرية الجسد المتاح لمرة واحدة في مراجعة لمجلة نيتشر عام 1977. استلهم كيركوود فكرته من نظرية كارثة الخطأ التي كتبها ليزلي أورغل ونشرها قبل أربعة عشر عام في 1963. يعتقد أورغل أن عملية الشيخوخة نشأت بسبب الطفرات المكتسبة أثناء عملية النسخ. طور كيركوود نظرية الجسد المتاح لمرة واحدة ليصل عمل أورغل مع علم الوراثة التطوري.

## المبادئ
تفترض نظرية الجسد المتاح لمرة واحدة وجود مفاضلة بين الموارد المخصصة لعمليات الترميم الجسدية وتلك المخصصة للإنجاب. سيكون انخفاض الاستثمار في ترميم الحمض النووي ضارًا من الناحية التطورية؛ فقد يموت الكائن الحي قبل وصوله لسن الإنجاب. ومع ذلك، يعتبر الإفراط في الترميم ضارًا أيضًا من الناحية التطورية؛ بسبب ارتفاع احتمال موت نسل المرء قبل الوصول لسن الإنجاب. لذلك، يكون تقسيم الموارد أفضل حل للتوفيق بين تلك العمليات. ومع ذلك، يعتقد الباحثون أن هذا الحل يضر بأنظمة الترميم الجسدية، وهذا يؤدي إلى تلف الخلايا والشيخوخة التدريجية. يمكن تصنيف تكاليف الترميم إلى ثلاث مجموعات: (1) تكاليف التحمل المتزايد للأجزاء غير المتجددة. (2) تكاليف تجديد الخلايا. (3) تكاليف الترميم داخل الخلوي. باختصار، تعتبر الشيخوخة الثمن الذي ندفعه لزيادة القوة الإنجابية خلال فترة الشباب.

## آليات

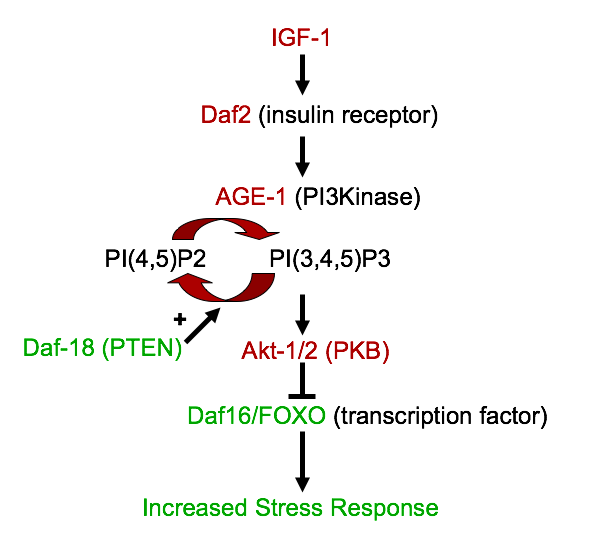
مسار عامل النمو شبيه الانسولين-1 الذي يقمع بروتينات فوكس؛ وبالتالي يمنع التعبير الجيني عن بروتينات التعمير.

### النمو والترميم الجسدي
أجريت الكثير من الأبحاث حول التأثيرات المضادة لزيادة النمو على طول فترة الحياة، وخاصةً تأثيرات عامل النمو شبيه الانسولين-1. يرتبط هذا الهرمون بمستقبلات خلوية ليحفز بذلك سلسلة من عمليات الفسفرة (شلال فسفرة). يسفر الشلال عن فسفرة الكينازات لبروتينات فوكس وإلغاء تنشيطها. يؤدي تعطيل بروتينات فوكس إلى خسارة التعبير عن الجينات المشاركة في الاستجابة للإجهاد التأكسدي المنتج لمضادات التأكسد وبروتينات شابرون وبروتينات الصدمة الحرارية. بالإضافة إلى ذلك، يحفز امتصاص عامل النمو شبيه الانسولين-1 مسار هدف الثدييات من الراباميسين الذي ينشط تخليق البروتين (وبالتالي النمو) من خلال زيادة تنظيم S6K1 المعزز للترجمة، كما يمنع امتصاصه الالتهام الذاتي؛ وهي عملية ضرورية لإعادة تدوير المنتجات الخلوية التالفة. يؤدي تراجع الالتهام الذاتي إلى التنكس العصبي وتراكم البروتينات والشيخوخة المبكرة. أخيرًا، أشارت الدراسات أيضًا إلى دور مسار هدف الثدييات من الراباميسين في تغيير الاستجابة المناعية وتحفيز مثبطات الكيناز المعتمدة على السيكلين –كالبروتين بي 16 وبي 21. يغير ما سبق بيئة الخلايا الجذعية ويساهم في استهلاكها؛ وهي نظرية أخرى مفسرة لشيخوخة.

### التكاثر والترميم الجسدي
يقلل التكاثر طول فترة حياة الكائنات متعددة الخلايا، ولكن ما تزال الآلية الدقيقة المسؤولة عن هذا التأثير غير واضحة. بينت العديد من الأمثلة هذه العلاقة العكسية، وتعتبر النظرية منطقية من منظور تطوري، ولكن ما تزال الآليات الخلوية المسببة لذلك غير مكتشفة بعد. على مستوى النسخ الخلوي، يؤدي استهلاك القسيمات الطرفية التدريجي إلى تحديد عدد مرات انقسام الخلية الواحدة. إضافةً إلى ذلك، تتشكل حلقات الحمض النووي الريباسي خارج الصبغي في فطر السكيراء الجعوية وحيد الخلية في الخلية الأم فقط (دون الخلية الوليدة) عند كل انقسام، ويعتبر ذلك أحد أشكال تلف الحمض النووي المرتبط بالتكاثر. تتراكم هذه الحلقات بمرور الوقت وتؤدي في النهاية إلى شيخوخة وموت الخلية الأم.

## الأدلة

### النمو والشيخوخة
تشير مجموعة كبيرة من الأدلة التي إلى الآثار السلبية للنمو على طول العمر في العديد من الأنواع. وبشكل عام، يعيش الأفراد صغار الحجم حياة أطول من الأفراد كبار الحجم من نفس النوع.

#### أمثلة حيوانية
حدث لدى الفئران القزمة –كفئران سنل أو أميس مثلًا- طفرات جعلتها غير قادرة على إنتاج عامل النمو شبيه الانسولين-1 أو غير قادرة على امتلاك مستقبلات كافية لامتصاص عامل النمو شبيه الانسولين-1. إضافةً إلى ذلك، أدى حقن الفئران بهرمون النمو إلى نقص الوزن التدريجي وخشونة الوبر وانحناء العمود الفقري وتضخم الأعضاء وأمراض الكلى وزيادة خطر الإصابة بالسرطان. يظهر هذا التأثير أيضًا في سلالات مختلفة من الكلاب؛ إذ تعيش السلالات الصغيرة من الكلاب عادةً لفترة أطول بكثير مقارنةً بنظيراتها الأكبر حجمًا، وقد ساهم حجمها الصغير في ارتفاع وتيرة تربيتها. تملك كلاب الشيواوا (متوسط عمرها 15- 20 عام) النمط الجيني B/B للنمط الفرداني الواحد من عامل النمو شبيه الانسولين-1، وهذا يساهم بانخفاض الكمية المنتجة من الهرمون. على العكس من ذلك، تملك الكلاب الدانماركية الضخم (متوسط عمرها 6- 8 أعوام) لواقح متماثلة لأليل عامل النمو شبيه الانسولين-1، وهذا يساهم بزيادة الكمية المنتجة من الهرمون.

#### أمثلة بشرية
اعتقد الباحثون في السابق أن هرمون النمو يطيل العمر بسبب دراسة أجريت عام 1990؛ فقد أشارت تلك الدراسة إلى ارتباط حقن هرمون النمو في الرجال الذين تزيد أعمارهم عن 60 عام بمقاومة التبدلات الحيوية المرتبطة بالشيخوخة؛ كانخفاض الكتلة العضلية والكثافة العظمية والسماكة الجلدية وزيادة الأنسجة الدهنية. مع ذلك، وثقت دراسة أجريت عام 1999 ارتباط إعطاء هرمون النمو بارتفاع ملحوظ في معدل الوفيات. أكدت الدراسات الجينومية الحديثة بقاء الجينات المسؤولة عن قبط هرمون النمو ونقله لدى عدد كبير من الأنواع كالفطور والديدان الخيطية وذباب الفاكهة والفئران والبشر. وثقت الدراسات أيضًا ارتباط طول فترة الحياة بعيوب مستقبلات هرمون النمو المشاهدة لدى الأفراد المصابين بمتلازمة لارون، وهو اضطراب وراثي جسمي متنحي يؤدي للقزامة. إضافةً إلى ذلك، يملك هؤلاء الأفراد معدلات إصابة قليلة بالأمراض المرتبطة بالعمر -كمرض السكري من النوع 2 والسرطان- مقارنةً بباقي الأفراد. أخيرًا، لوحظ قصر القامة لدى المعمرين من البشر -في جميع أنحاء العالم إضافةً لامتلاك مستويات منخفضة من عامل النمو شبيه الانسولين-1.